# Košenjak
Košenjak (deutsch Hühnerkogel) ist der slowenische Name eines Mittelgebirges auf der Grenze zwischen Slowenisch-Kärnten (Koroška) und Österreich nördlich von Dravograd.

## Lage
Unmittelbar über der Stadt Dravograd liegt der Gebirgszug Košenjak (deutsch: Hühnerkogel) mit dem gleichnamigen Gipfel (1522 m). Zum kuppelförmigen Gipfel mit erhaltenen Grasflächen steigen drei von Wäldern bedeckte Bergkämme auf: Goriški vrh, Ojstrica und Kozji vrh.

## Gewässer
Vom Gebirgszug fließen die Gebirgsbäche Velika und Ojstrški potok.

## Fauna und Flora
Das Gebiet Košenjak–Velika ist ökologisch bedeutend, da zahlreiche botanische und zoologische Besonderheiten vorkommen. Im Tal der Velika hat das Wasser durch lange Jahrtausende in den Marmor eine Höhle, in der vor allem Fledermäuse eine Zuflucht finden, gewölbt. Die Höhle Kerbelova jama mit einer Länge von 62 m ist einzigartig in Slowenien. Košenjak beherbergt Waldhühner (Birkhahn, Auerhahn, Haselhuhn), Berghasen und Murmeltiere. Die Alpenvegetation ist reich an Heidepflanzen, Preiselbeeren und Heidelbeeren. Besonders rar sind der Klappertopf und Breitblättriger Enzian, der zu den bedrohten und geschützten Pflanzen in Slowenien gehört.

## Besiedelung
Auf der Hochebene unter dem Bergfuß des Hühnerkogels steht die Berghütte Košenjak (slowenisch: Planinski dom Košenjak) auf 1169 m Höhe.